# جاروفيات
الجاروفيات أو الأسماك الجاروفية نسبةً إلى الجاروف أو الأسماك الخفاشية (الاسم العلمي: Ephippidae)، هي فصيلة من الأسماك تتبع رتبة الفرخيات. تحتوي على ثمانية أجناس و20 نوعاً. وهي من أسماك الزينة.

## أجناس
علامة * تعني تملك نوعاً واحداً فقط.
- (الاسم العلمي: Chaetodipterus)
- جاروف (الاسم العلمي: Ephippus)
- سمكة الخفاش (الاسم العلمي: Platax)
- (الاسم العلمي: Proteracanthus) *
- (الاسم العلمي: Rhinoprenes) *
- جاروف أفريقي (الاسم العلمي: Tripterodon orbis) *
- سمكة الخفاش قصيرة الزعانف (الاسم العلمي: Zabidius) *
- سمكة الخفاش البنمية (الاسم العلمي: Parapsettus) *